# Alomasoma nordpacificum
Alomasoma nordpacificum is een lepelworm uit de familie Bonelliidae.
De wetenschappelijke naam van de soort werd in 1958 door Zenkevitch gepubliceerd.